# Babińce
Babińce (ukr. Бабинці, Babynci) – wieś na Ukrainie, w obwodzie tarnopolskim, w rejonie czortkowskim. W 2014 roku liczyła 701 mieszkańców.

## Historia
Pierwsza wzmianka o miejscowości pochodzi z XVI wieku.
Właścicielem wsi był m.in. Jerzy Michał Potocki.
W II Rzeczypospolitej miejscowość stanowiła początkowo samodzielną gminę jednostkową. 1 sierpnia 1934 roku w ramach reformy na podstawie ustawy scaleniowej została włączona do zbiorowej gminy wiejskiej Szuparka w powiecie borszczowskim, w województwie tarnopolskim. W 1921 roku gmina Babińce ad Krzywcze liczyła 1414 mieszkańców (749 kobiet i 665 mężczyzn) i znajdowało się w niej 341 budynków mieszkalnych. 1317 osób deklarowało narodowość ukraińską (rusińską), 97 – polską. 1337 osób deklarowało przynależność do wyznania greckokatolickiego, 38 – do rzymskokatolickiego, 37 – do mojżeszowego, 2 – do muzułmańskiego. Dodatkowo obszar dworski Babińców liczył 14 mieszkańców (7 kobiet i 7 mężczyzn) i znajdowały się w nim 4 budynki mieszkalne. 10 osób deklarowało narodowość ukraińską (rusińską), 4 – polską. 10 osób deklarowało przynależność do wyznania greckokatolickiego, 4 – do mojżeszowego.
Według danych z 2001 roku 99,67% mieszkańców jako język ojczysty wskazało ukraiński, 0,22% mieszkańców – rosyjski, 0,11% mieszkańców – białoruski.
W 1988 na ścianie domu we wsi, w którym mieszkała Klementyna Popowicz-Bojarska, została odsłonięta tablica pamiątkowa.

## Religia
We wsi znajduje się cerkiew Świętej Trójcy z drugiej połowy XIX wieku.